# Passamaquoddy
Passamaquoddy (Quoddy,  St. Croix Indijanci,  Unchechauge, Unquechauge, Machias Tribe, Peskotomuhkati, Pestomuhkati), jedno od plemena američkih Indijanaca porodice Algonquian, članova labavog plemenskog saveza Abenaki, naseljenih u području zaljeva Passamaquoddy, rijeke St. Croix River i jezera Schoodic Lake u američkoj državi Maine i kanadskoj provinciji New Brunswick. Danas žive na rezervatima Pleasant Point (preko 2,000) i Indian Township (preko 1,300).

## Ime
Naziv Passamaquoddy dolazi iz domorodačkog naziva Peskotomuhkati, u značenju »mjesto gdje kolja ima u izobilju« ili »oni koji kopljem love kolje«, od peskotom = kolja, -uhke = koplje (glagol), -ati = ljudi. Ova riba (atlantska kolja) pripada rodu pollachius, a Indijanci su je lovili kopljem. Uz već navedene nazive nazivani su i Opanango, Pesmokant, Scotuks i Scootuck.

## Sela
Po imenima poznata su njihova sela Gunasquamekook ili Qonasqamkuk, njihovo glavno središte (sada St. Andrews), Imnarkuan (današnji Pembroke, Maine), Machias, Sebaik i Sipayik, danas rezervat Pleasant Point Passamaquoddy. Ostala su bila na Lewis Islandu i Calais u Maine, te neka na kanadskoj strani rijeke St. Croix. Nadalje tu su još sela: Mud-doc-mig-goog (Peter Dana Point), blizu Princetona u Maine. N'tolonapemk (Village at Meddybemps), Motopehsok (Meddybemps Lake), Kethonosk (Dennys River), Kci-punamuhkatik (Sipp Bay, Pembrook), Penomahqanihkuk (Pennamaquan Lake), Kapskuk (Cobscook Bay), Skutik (St. Croix River), Mekaluwakakom (Magurrewock Stream), Wapskonikonok (River/Portage Woodland), Kepamkewis (East Machias).

## Povijest
Passamaquoddy su nastanjivali cijelo područje oko zaljeva Passamaquoddy i krajeve uz rijeku St. Croix i jezero Schoodic, a njihova prisutnost u ovim krajevima je prema arheološkim nalazima je veoma stara, a njihova ekonomija u području zaljeva Passamaquoddy strogo orijentirana prema moru. prvi susret s bijelcima dogodio se najkasnije 1604. kada susreću Samuel de Champlaina, no još ranije ove krajeve je istraživao Giovanni da Verrazano. Pritisak bijelaca smanjuje njihov teritorij pa su 1866 smješteni poglavito u selu Sebaik na južnoj strani zaljeva blizu Perryja, i na toku Lewis. Od njihove populacije koja je 1600. iznosila oko 2,000. pandemija im je 1617. odnesla 75% populacije, da bi 1700. iznosila tek 150 duša. Broj im polako raste tek nakon 1825. (379), 1930. (435), 1989. (1,497). 

## Etnografija
Passamaquoddy su živjeli od ribolova i lova a uzgajali su i kukuruz, grah i tikvu. Njihove nastambe čunjaste su kolibe od brezove kore, a sela s velikom kućom vijeća, ponekad su zaštićena palisadama. Tijekom jeseni i zime odlaze u unutrašnjost raspršeni po malenim skupinama. Svaki muškarac ima svoje vlastito lovačko područje koje je naslijedio od svog oca. Plemensko vijeće sastoji se od ratnog i civilnog poglavice te zastupnika iz pojedinih obitelji. Obitelj je proširena. Glooskap, čije se ime javlja u još nekoliko sličnih varijanti čest je gost legendi Penobscota i Passamaquoddyja.

## Vanjske poveznice
- The Passamaquoddy Tribe Of Maine  Arhivirana inačica izvorne stranice od 27. ožujka 2014. (Wayback Machine)
- Passamaquoddy Indian Fact Sheet
- Donald Soctomah, Meddybemps Cultural Study